# 里奇菲爾德 (明尼蘇達州)
里奇菲爾德（英語：Richfield）是一個位於美國明尼蘇達州亨內平縣的城市。

## 人口
根據2020年美國人口普查的數據，里奇菲爾德的面積為17.91平方千米，當中陸地面積為17.55平方千米，而水域面積為0.36平方千米。當地共有人口36994人，而人口密度為每平方千米2,066人。